# Delia frontella
Delia frontella är en tvåvingeart som först beskrevs av Zetterstedt 1838.  Delia frontella ingår i släktet Delia och familjen blomsterflugor. Arten är reproducerande i Sverige. Inga underarter finns listade i Catalogue of Life.